# 1446 هـ
1446 هي سنة في التقويم الهجري تمتد مقابلةً في التقويم الميلادي بين سنتي 2024 و2025، ويقابل بدايتها في التقويم الميلادي 7 يوليو 2024.

## وفيات

### ربيع الآخر
- 26 ربيع الآخر - حسن يوسف، ممثل مصري.
- 27 ربيع الآخر - مصطفى فهمي، ممثل مصري.
- 20 رجب - ميمي الشربيني، لاعب كرة قدم سابق ومعلق رياضي مصري.

### رمضان
- 17 رمضان - أبو إسحاق الحويني، عالم ومحدِّث سنِّي وداعية مصري.
- 23 رمضان - محمد صلاح، ممثل مصري.

### ذو القعدة
- 26 ذو القعدة - السيد سعيد، قارئ قرآن مصري.

### ذو الحجة
- 18 ذو الحجة - أسد تقي ، رياضي كويتي.

## أحداث

### جمادى الآخرة
- 8 جمادى الآخرة - سقوط نظام الأسد

1. 1 2  مذكور في: تقويم القرون (ذات السلاسل، 1405هـ). الصفحة: 262. الناشر: ذات السلاسل. لغة العمل أو لغة الاسم: العربية. تاريخ النشر: 1984. المُؤَلِّف: صالح العجيري.